# Michael Fekete
Michael (Mihály) Fekete (en hebreo: מיכאל פקטה‎); (Senta, Imperio austrohúngaro, 19 de julio de 1886 – Jerusalén, Israel, 13 de mayo de 1957) fue un matemático israelí.

## Biografía

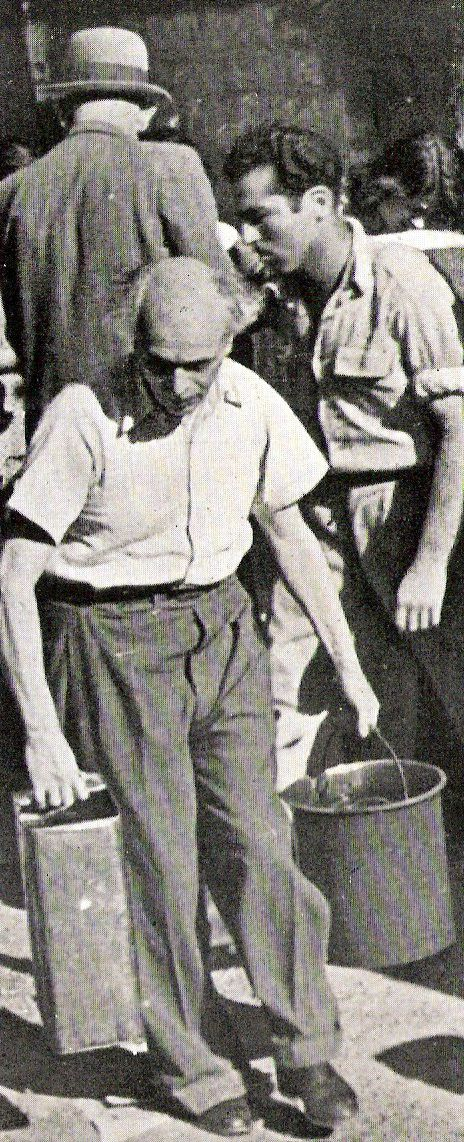
El profesor de matemáticas Michael Fekete, rector de la Universidad Hebrea de Jerusalén, con su cuota de agua, durante el sitio de Jerusalén

Fekete nació en 1886 en Zenta, Austria-Hungría (actual Senta, Serbia). Recibió su doctorado en 1909 de la Universidad de Budapest (más tarde rebautizada como Universidad Eötvös Loránd), bajo la dirección de Lipót Fejér, entre cuyos estudiantes se encontraban otros matemáticos como Paul Erdős, John von Neumann, Pál Turán y George Pólya. Después de completar su doctorado se fue a la Universidad de Göttingen, que en esos días se consideraba un centro de matemáticas, en 1914 regresó a la Universidad de Budapest, donde obtuvo el título de Privatdozent.
Fekete también se dedicaba a la tutoría privada de matemáticas. Entre sus alumnos estuvo János Neumann, quien luego fue conocido en Estados Unidos como John von Neumann. En 1922, Fekete publicó un artículo junto con von Neumann en el tema de los polinomios extremos. Este fue el primer artículo científico de von Neumann. Fekete dedicó la mayor parte de su trabajo científico al diámetro transfinito.
En 1928 emigró a Eretz Israel y estuvo entre los primeros profesores del Instituto de Matemáticas de la Universidad Hebrea de Jerusalén. En 1929 fue ascendido a profesor en el instituto. Finalmente, sucedió a los matemáticos Edmund Landau y Adolf Abraham Halevi Fraenkel en la dirección del instituto. Más tarde pasó a ser el decano de Ciencias Naturales, y entre los años 1946 – 1948 fue Rector de la Universidad Hebrea .
Entre sus alumnos estaban Aryeh Dvoretzky, Amnon Jakimovski y Michael Bahir Maschler .

## Premios
En 1955, Fekete recibió el Premio Israel de Ciencias exactas.

## Literatura
- Joseph, Anthony; Melnikov, Anna; Rentschler, Rudolf (2003). Studies in Memory of Issai Schur. New York: Springfield. ISBN 978-1-4612-0045-1.
- Hersh, Reuben (2015). Peter Lax, Mathematician. American Mathematical Soc. p. 168. ISBN 978-1-4704-1708-6.